# 馬建豪
馬建豪（2001年4月29日—）為臺灣男子籃球運動員，場上位置為小前鋒，現效力於台灣職業籃球大聯盟福爾摩沙夢想家。

## 早年
馬建豪出生於臺中市，國中先後就讀五權國中與大倫國中，高中進入松山高中，高二時首次擠進高中籃球聯賽（HBL）12人名單，高三時已二連霸HBL的松山高中止步八強。高中畢業後選擇赴美國發展，並獲得美國亞特蘭大預備學校（The Skill Factory）的全額獎學金，2021年4月1日，宣布獲得喬治亞州立大學的全額獎學金。

## 職業生涯
2022年7月24日，在中国男子篮球职业联赛（CBA）选秀大会上被江苏龙用榜眼籤选中，成為CBA選秀會史上第八位獲選的臺灣球員。之後與江苏龙簽下2年A類合約。
2024年8月9日，馬建豪加盟台灣職業籃球大聯盟福爾摩沙夢想家。2024-25賽季馬建豪獲選年度第一隊。

## 國家隊生涯
2025年7月31日，馬建豪入選中華男籃參加2025年亞洲盃籃球賽。

## 外部連結
- 馬建豪的Instagram帳戶
- 馬建豪在fiba.basketball（英语）
- 馬建豪在中国男子篮球职业联赛官網
- 馬建豪在台灣職業籃球大聯盟官網
- 馬建豪在Basketball-Reference.com（國際）（英语）
- 馬建豪在Sports-Reference.com（NCAA）（英语）
- 馬建豪在Eurobasket.com（球員）（英语）
- 馬建豪在Eurobasket.com（球員）（英语）
- 馬建豪在Proballers（英语）
- 馬建豪在Proballers（英语）
- 馬建豪在RealGM（球員）（英语）
- 馬建豪在中国篮球数据库
- 馬建豪在Flashscore（英语）